# Leuville-sur-Orge
Leuville-sur-Orge település Franciaországban, Essonne megyében. Lakosainak száma 4307 fő (2022. január 1.). Leuville-sur-Orge Linas, Longpont-sur-Orge, Brétigny-sur-Orge és Saint-Germain-lès-Arpajon községekkel határos.

## Népesség
A település népességének változása:
| Lakosok száma | 4176 | 4387 | 4439 | 4471 | 4405 | 4378 | 4350 | 4304 | 4307 |
|               | 2013 | 2015 | 2016 | 2017 | 2018 | 2019 | 2020 | 2021 | 2022 |